# 岛礁
島礁泛指島及礁。 本辭源於"南海島礁爭議"。

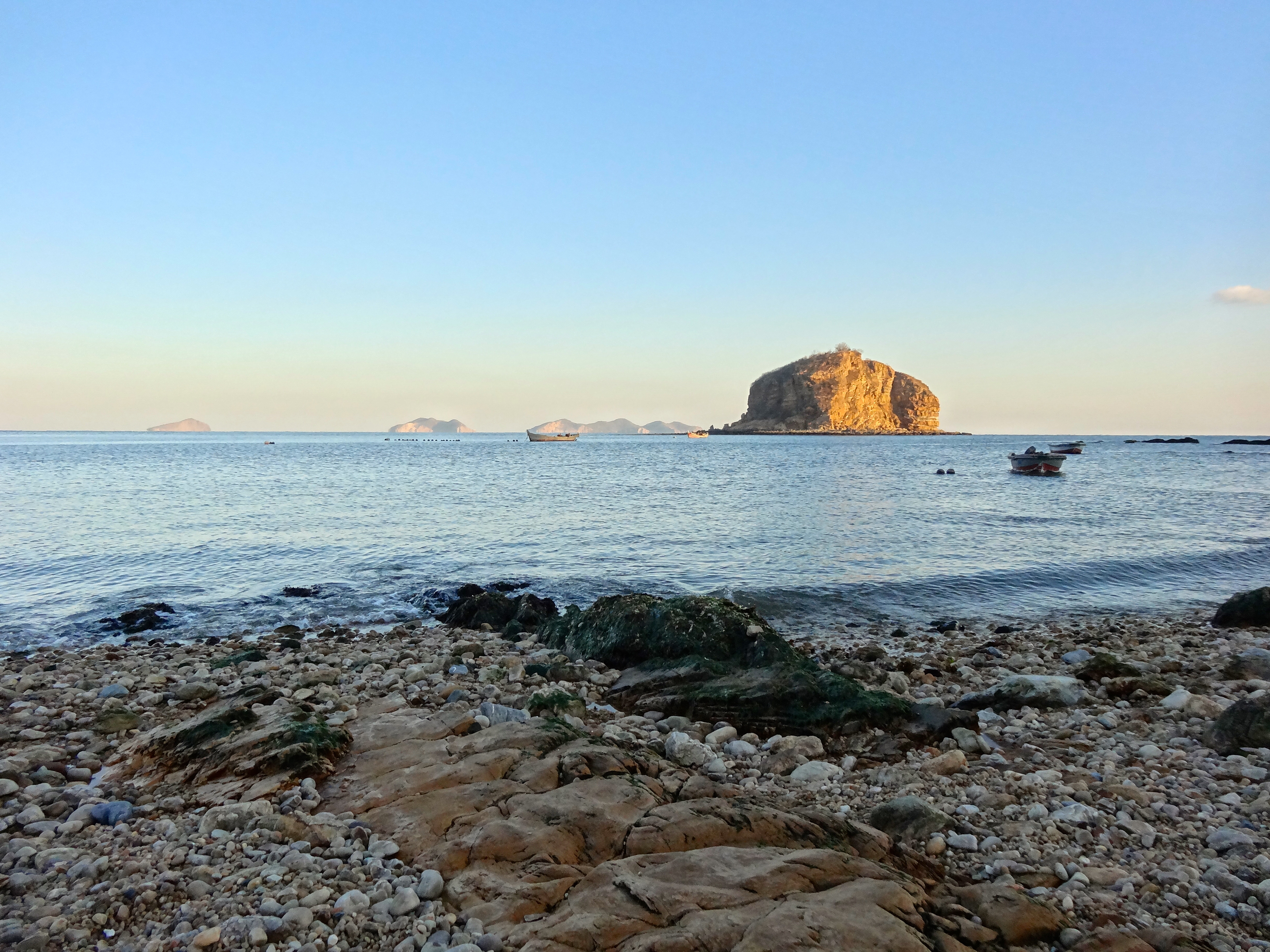
辽宁大连的棒槌岛，一个典型的中国岛礁

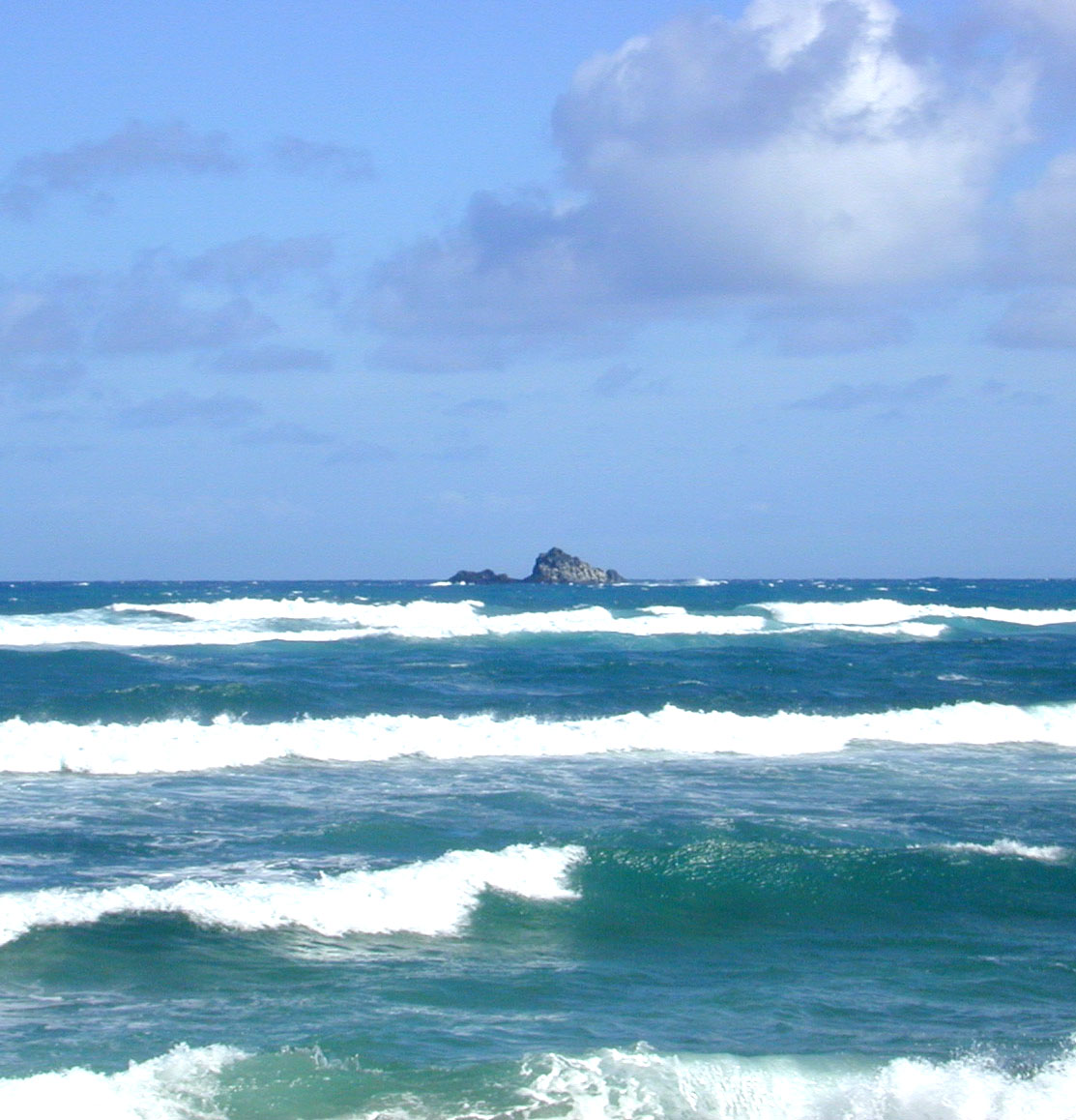
夏威夷瓦胡岛凱盧阿湾的Mokolea Rock，位於海军基地北滩2.2 km外

島或小島是指任何被水包圍的次大陸土地。海洋中有兩種主要類型的島嶼：大陸島和海島。還有人工島，乃是人造的。
礁，也稱岩礁、礁岩或礁石，指很小的岩石島嶼，通常小到無法居住。它可以是一個簡單的岩石暗礁。礁也可以用來指矮的海蝕柱。

## 種類列舉

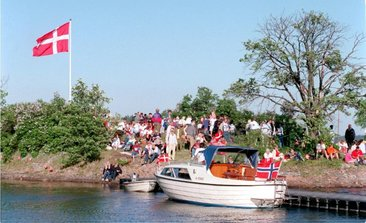
在挪威丹麥島的丹麦人。丹麦岛是北欧典型的岩礁。

大溪地环礁賴阿特阿島的日落

在英語中"島嶼" (Island 或 Isle) 一詞乃來自於古法語辭彙，意即"島",  但也同時也有許多不同專有名辭；舉例如下：
- 沙礁（英语：Cay） – 在暗礁上由天然海流所帶來的海沙堆積而成，再由地殼變動而隆出水面。
- 人工島 – 利用既有的各種露出水面的礁，主以各式的人工方法填實作成的島嶼。
- 珊瑚礁（法語：Motu） – 主由珊瑚積灰和细沙堆積而成的礁石。
- 河洲 – 在河流中因水流帶來的沖積物(往往是河砂)，而形成的小島。
- 礁石 – 主由天然岩石所構成的地殼隆起礁塊。
- 陸礁 – 指小於島的準陸地，通常被定義為小到無法於其上居住，且其上無天然淡水存在。
- 暗礁 –  指經常隱於水面下之地殼隆起塊。
- 海蝕柱 – 露出海面的單個或多個陡峭狀地, 或許是垂直的柱状岩石。
- 附属島礁 – 位於一個較大的島嶼之(一般指目視距離)周圍，且具相同的地質但為水域所隔離的較小陸地。
- 潮汐島 – 通常是指一些位於陸地附近之礁或島嶼，且於落潮時會有浮出水面的自然陸地通道相連。

## 國際法地位
根据聯合國海洋法公約之第121條規定: 凡"礁"指無法以自然的狀態維持人類長久居住與其生活必需的海面隆起塊, 不應有專屬經濟區或大陸棚。
有关于島嶼属性的一個典型案例就是烏克蘭與羅馬尼亞的蛇島糾紛。儘管有海洋法公约121條的規定，但國際法院在處理爭端的過程中有時會忽略島嶼的存在, 或排除是否有人居住; 例譬如2009年對烏克蘭-羅馬尼亞糾紛的裁決、以及對馬爾他與利比亞在菲爾夫拉島糾紛的裁决。

## 其他参考
- Clive Schofield. . Myron H. Nordquist, John Norton Moore, Alfred H.A. Soons, Hak-So Kim  (编). . Martinus Nijhoff Publishers. 2012: 322–340. ISBN 978-90-04-20136-1.